# Magnifier (Windows)
Magnifier е инструмент за увеличение, помагащ на хората със зрителни увреждания да използват Microsoft Windows. Когато работи, създава прозорец в горната част на екрана, където се показва увеличена тази част от екрана, в която е курсорът на мишката. Приложението Magnifier за първи път е било пуснато пробно в Active Accessibility SDK/RDK за Windows 95, а от Windows 98 станало и стандартен инструмент на Windows. Magnifier можел да уголемява екрана до девет пъти нормалния му размер до Windows Vista. Windows Vista и Windows 7 позволяват 16-кратно увеличение.
В Windows Vista, Magnifier използва WPF, при се което използват векторни образи, за да се изобрази съдържанието. В резултат увеличената картина не се показва на пиксели. Това свойство обаче е достъпно само за приложения на Windows Presentation Foundation. Приложения, които не са WPF, са увеличавани по традиционния начин. Също така заради промяна, направена в WPF 3.5 SP1, това свойство се губи ако е инсталиран .NET Framework 3.5 SP1.
Microsoft издали Magnification API, за да позволят на други приложения да използват енджина на Magnifier.
Windows 7 съдържа значително подобрена версия на Magnifier. Има възможност за увеличение на цял екран, което позволява на потребителя да разглежда екрана с увеличеност до 1600%. Инструментът за пълен екран е срещнал голяма доза критицизъм заради несъвместимостта си с цветови схеми с висока контраст, които се откриват в бета версията на Windows 7. Този проблем остава и в последната версия на Windows 7. Въпреки всичко, при увеличаване текстът се замъглява заради шрифтовете, които се използват от Windows Vista насам. Има опции за изключване на тези шрифтове до някакво ниво, но това ще доведе до изображение на пиксели. Този проблем е разрешен от други програмисти на софтуер за увеличаване, като е добавено подобрение на текста, което липсва при Windows 7 Magnifier.
Приложението също притежава режим „лупа“. Той е подобрен, като вече прозорецът следва курсора, вместо да остане в неподвижна позиция. Нивото на увеличеност може да се контролира с Windows key + +/-, без да има нужда приложението да се стартира предварително.
|  | Тази страница частично или изцяло представлява превод на страницата Magnifier (Windows) в Уикипедия на английски. Оригиналният текст, както и този превод, са защитени от Лиценза „Криейтив Комънс – Признание – Споделяне на споделеното“, а за съдържание, създадено преди юни 2009 година – от Лиценза за свободна документация на ГНУ. Прегледайте историята на редакциите на оригиналната страница, както и на преводната страница, за да видите списъка на съавторите. ВАЖНО: Този шаблон се отнася единствено до авторските права върху съдържанието на статията. Добавянето му не отменя изискването да се посочват конкретни източници на твърденията, които да бъдат благонадеждни. |